# Heptacosane
L'heptacosane est un hydrocarbure linéaire de la famille des alcanes de formule brute C27H56. On le retrouve dans la cire naturellement présente sur la peau des pommes.